# Teyloides bakeri
Teyloides bakeri är en spindelart som beskrevs av Main 1985. Teyloides bakeri ingår i släktet Teyloides och familjen Nemesiidae.
Artens utbredningsområde är Sydaustralien. Inga underarter finns listade i Catalogue of Life.